# Robert Baddley
Robert Baddley (Londres, 1733 — idm. 20 de novembre de 1794) fou un actor de teatre anglès.
Començà la seva carrera en el teatre de Smock Alley de Dublín el 1761, des que entrà en la societat del Drury-Lane, de Londres; era una especialitat en l'encarnació de rols d'escuder i criats. Es considerà com la seva creació més completa el personatge de Moisès, en la comèdia de Sheridan The school for scandal.
Entre els seus coetanis gaudí fama d'esser un home honrat i molt caritatiu; però fou molt desgraciat en la seva vida intima a causa dels deliris de la seva dona, Sophia Baddeley, que l'obligaren a batre's amb un tal George Garrick, germà d'un famós actor d'aquella època.